# Dolgo Brdo, Ljubljana
Dolgo Brdo este o localitate din comuna Ljubljana, Slovenia, cu o populație de 58 de locuitori.